# Samogitie
|           |  |         |
| Armoiries |  | Drapeau |

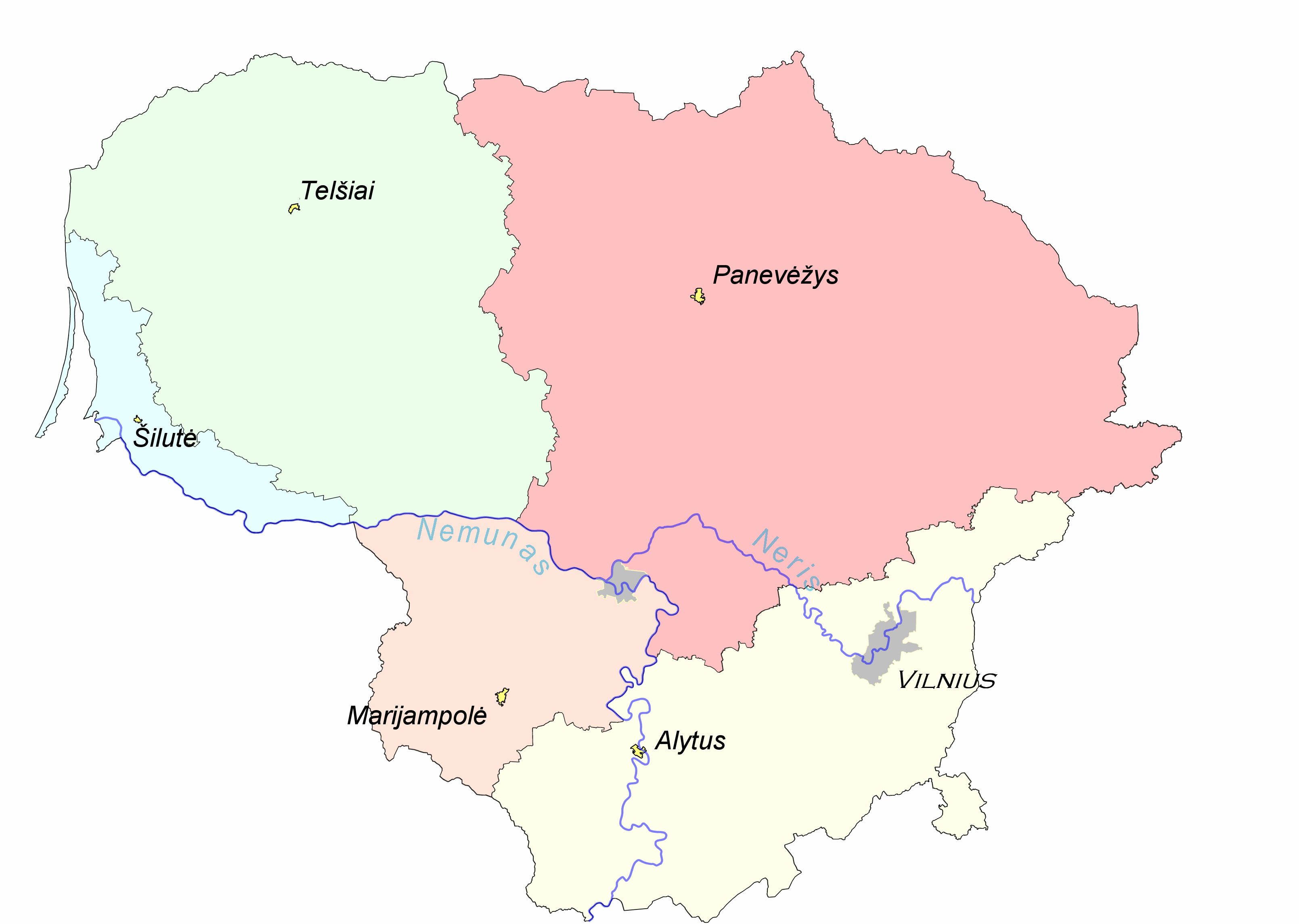
Les cinq régions historiques de Lituanie :
Haute Lituanie
Petite Lituanie
Dzūkija
Samogitie
Sudovie

La Samogitie (en lituanien : Žemaitija) est une région ethnographique de la Lituanie qui ne correspond pas à une division administrative actuelle. 
Historiquement, la Samogitie est d'abord un duché délimité à l'ouest par la Prusse et la Baltique, au nord par la Courlande, au sud par le Niémen, la frontière orientale étant moins nettement définie. Du XIIIe au XVIIIe siècle, le duché de Samogitie est intégré au grand-duché de Lituanie, puis à l’État polonais (la république des Deux Nations), avant d'être annexé par l'Empire russe lors du troisième partage de la Pologne (1795).

## Étymologie

Tribus baltes vers 1200.

Le mot lituanien, Žemaitija pourrait dériver de Žemės žemaitēs, « Terres en contrebas », par opposition aux Žemės aukštaitēs, « Hautes terres ».
Au Moyen Âge, le mot apparaît sous des formes diversement latinisées ou germanisées :
- Samogitia (Capitaneatus Samogitiae), mais aussi Samaitae, Zamaytae, Samattae, Samethi
- Samaiten, Schamaiten, Schmudien.

Dans les langues voisines, on retrouve une forme proche de Schmudien : 
- Żmudź en polonais,
- Žmudź (Жмудзь) en biélorusse.

Le nom français dérive évidemment de la forme latine Samogitia.

## Géographie

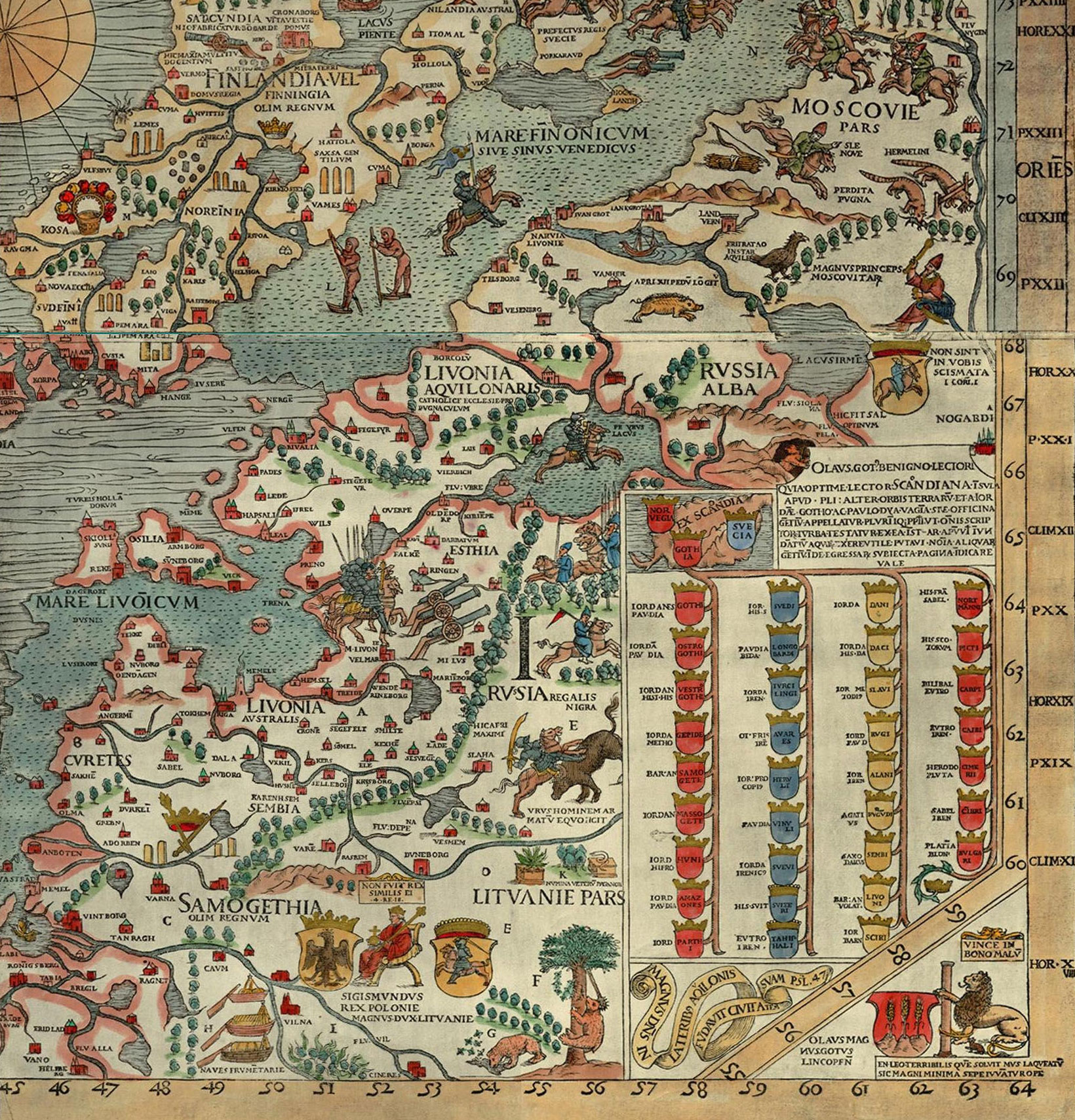
La Livonie et la Samogitie sur une carte maritime de 1539.

La ville principale de Samogitie est actuellement Telšiai mais du XVe au XVIIIe siècle, le siège des institutions se trouvait à Raseiniai.
Le territoire de l'ancienne Samogitie se retrouve aujourd’hui réparti entre plusieurs comtés (apskritis) de Lituanie : une petite partie de l’apskritis de Kaunas, la partie occidentale de celui de Šiauliai, les apskritis de Taurage et de Telšiai et la partie nord des apskritys de Klaipėda et de Marijampolė.
La majeure partie de la Samogitie est placée sur les Hautes Terres Occidentales. Les plaines qui lui ont donné son nom se trouvent à la frontière entre Samogitie et Lituanie orientale, le long de la rivière Nevėžis.

## Histoire
Avant la formation du grand-duché de Lituanie, la Samogitie était gouvernée par la noblesse locale. Une chronique mentionne deux ducs de Samogitie en 1219 comme signataires du traité avec la Volhynie. Après cet évènement, au XIIIe siècle, la Samogitie devint un territoire vassal, même si l’influence du grand-duc y fut parfois très limitée. Ainsi, pendant le règne du premier roi lituanien, Mindaugas, les Samogitiens poursuivirent une politique étrangère indépendante et continuèrent à se battre contre les chevaliers Porte-Glaives, après même que le roi Mindaugas eut signé un traité de paix avec ceux-ci.
Pendant 200 ans, la Samogitie joua un rôle crucial en arrêtant l’expansion de l’État teutonique et plusieurs fois ses armées défirent les Chevaliers porte-glaives : à la bataille de Šiauliai (1236), celle de Skuodas (en) (1259) et celle de Durbe (1260). 
Dans cette atmosphère de combats féroces contre les chevaliers Teutoniques, les dirigeants lituaniens Jogaila et Vytautas leur cédèrent plusieurs fois la Samogitie en 1382, 1398 et 1404. Cependant, l’Ordre n’arrivait pas à se rendre vraiment maître du pays et les Samogitiens se révoltèrent en 1401 et 1409. Après la défaite de Grunwald en 1410 et les guerres qui suivirent, l’ordre teutonique céda en 1422 la Samogitie au grand-duché de Lituanie. 
Les Samogitiens furent parmi les derniers habitants de la Lituanie à embrasser le christianisme, en 1413. 
À cause de ces guerres prolongées contre l’ordre Teutonique, il s’était créé en Samogitie une structure sociale et politique qui différait du reste du pays. Il y avait une plus grande proportion de fermiers libres et les propriétés étaient plus petites qu’en Lituanie orientale. 
Après l’annexion de la Lituanie par l’Empire russe, la Samogitie fut incluse dans le gouvernement de Kowno. Au commencement du XIXe siècle, la Samogitie fut un centre de renaissance lituanienne, où l’on souligna l’importance de la langue lituanienne et où l’on s’opposa aux tentatives de polonisation et de russification.

## Grands Princes de Samogitie
Grand Prince : en lituanien, Kunigaikštis ou Didysis Kunigaikštis
- Gimbutas XIe siècle
- Kiernus XIe siècle
- Kukovytas XIe siècle
- Montvilas ? - 1070
- Vykintas XIe siècle - XIIe siècle
- Trabus 1??? - 1268 (1267)
- Romanas 1268 (1267) - 1270
- Narimantas 1270 - 12??

## Symboles
Les armoiries de la Samogitie sont : De gueules à l'ours de sable, colleté et armé d'argent. Les armoiries sont surmontées par une couronne, et les supports sont un chevalier avec une épée et une femme avec une ancre. La devise est PATRIA UNA (latin : Une patrie). Le drapeau de la Samogitie est blanc avec une bordure rouge, et chargé avec les armoiries. Il est fourchu, particularité très rare parmi les drapeaux régionaux.

## Honneurs
L'astéroïde (658882) Žemaitija est nommé en son honneur.

### Sources
- (en) Cet article est partiellement ou en totalité issu de l’article de Wikipédia en anglais intitulé « Duchy of Samogitia » (voir la liste des auteurs).

1. ↑  « (658882) Žemaitija = 2017 WV90 », WGSBN Bulletin, vol. 4, no 6,‎ 29 avril 2024, p. 10 (lire en ligne).